# AWS
AWS je mađarski metal i post-hardcore-sastav. Osnovali su ga 2006. Bence Brucker, Dániel Kökényes, Örs Siklósi i Áron Veress. Originalno ime sastava trebalo je biti Ants With Slippers (prevedeno s engleskog: Mravi sa papučama), ali je na kraju prihvaćena kratica. Široj europskoj javnosti postali su poznati nakon sudjelovanja na Pjesmi Eurovizije 2018. u Lisabonu s pjesmom Viszlát nyár koja je završila na 21. od 26 mjesta u finalu.

## Članovi
Pjevač grupe je Örs Siklósi, a ostali (Bence Brucker, Dániel Kökényes i Áron Veress) sviraju instumente. Osnivačima grupe se u međuvremenu pridružio Soma Schiszler. Bivši članovi sastava su: Marcell Varga, Gergő Varga, Bence Petrik i Ákos Lukács.

## Albumi
- „Fata Morgana“ (2011.)
- „Égésföld“ (2014.)
- „Kint a vizből“ (2016.)
- „Fekete részem“ (2018.)

## Pjesme
- „Viszlát nyár“ (2017.)
- „Hol voltál?“ (2018.)
- „X/0“ (2018.)
- „Fekete Részem“ (2018.)[3]